# Псковский Вольный институт

Псковский Вольный институт — негосударственное высшее учебное заведение, существовавшее с 1992 по 2010 годы и предоставлявшее программы высшего и дополнительного образования.
В структуре Вольного были представлены гуманитарный и экономико-математический факультеты, межфакультетская кафедра английского языка, информационно-технический центр, лаборатория социологии, юридический отдел.
Вуз выпускал дипломированных специалистов по специальностям «Финансы и кредит», «Психология», «Перевод и переводоведение», «Социология» и «Прикладная математика и информатика». В число программ дополнительного образования входили курсы по иностранным языкам, краеведению.

## История

### Создание
Концепцию будущего вуза разработали В. В. Вагин, Э. Л. Моппель, Л. М. Шлосберг. Псковский Вольный университет основан в 1992 году по гражданской инициативе жителей г. Пскова. «Вольный университет стал интересным примером негосударственного вуза с достаточно явно очерченной в то время гражданской позицией».
Учредителями выступили Администрация г. Пскова, Управление образования г. Пскова, Псковский государственный педагогический институт, Псковский областной институт повышения квалификации работников образования, Псковская областная универсальная научная библиотека, а также ряд предприятий и организаций города. Вольный стал первым негосударственным вузом в Псковской области.
Занятия начались 1 октября 1992 года. С тех пор этот день стал отмечаться в Вольном как «День университета».
Университет вел подготовку по специальностям: психология, социология, экономика, лингвистика, прикладная математика, искусствоведение, юриспруденция.
С 1994 по 1998 годы почетным ректором Псковского Вольного университета являлся Григорий Явлинский.
С 2003 года в соответствии с решением Псковской городской думы и договора с Администрацией г. Пскова Псковский Вольный институт ежегодно принимал 5 стипендиатов, отобранных Администрацией Пскова, для обучения в счет аренды площадей, на которых работал вуз.

### Участие в международных проектах
Совместно с Шведским институтом менеджмента Вольный институт реализовывал программу "Развивай свой бизнес" для руководителей предприятий.

### Лицензирование и государственная аккредитация
В 2000 году Псковский Вольный университет получил государственную аккредитацию и право выдачи дипломов о высшем образовании государственного образца. В соответствии с требованиями Министерства образования, решением учредителей от 30 мая 2000 года Вольный стал называться в соответствии со своим аккредитационным статусом — институт.
В 2005 году Вольный институт вновь прошёл комплексную оценку своей деятельности Федеральной службой по надзору в сфере образования и науки Министерства образования и науки РФ. В результате институт был аккредитован на максимально возможный срок - 5 лет. Аккредитованы были все 5 заявленных образовательных программ по специальностям: «Психология», «Социология», «Прикладная математика и информатика», «Перевод и переводоведение», «Финансы и кредит».

### Кризис и закрытие
В течение нескольких лет количество поступавших на программы высшего профессионального образования Вольного института сокращалось и в 2009/2010 учебном году к занятиям на первом курсе приступило менее 10 человек, включая стипендиатов города. Вероятными причинами снижения набора стали низкая маркетинговая активность Вольного института на рынке образовательных услуг и ухудшение демографической ситуации в стране.
Денежные средства, получаемые от учащихся, стали недостаточны для покрытия текущих расходов деятельности вуза. В апреле 2010 года истекал срок государственной аккредитации и необходимо было подавать заявку на получение новой аккредитации. Сложившаяся ситуация, по мнению руководства вуза, не давали институту шансов получить аккредитацию на новый срок. В связи с этим было принято решение о прекращении деятельности в сфере высшего профессионального образования и переводе всех студентов в другие вузы. Студенты были переведены в течение весны 2010 года.
В августе 2010 года все сотрудники вуза были уволены. Согласно планам Администрации города Пскова, в здании бывшего Вольного института будет открыт псковский бизнес-инкубатор.